# 小嘴鸦
小嘴鸦（学名：Corvus bennetti）是鸦科鸦属的一种，是游猎迁徙的候鸟，为澳大利亚的特有种。该物种的保护状况被评为无危。
小嘴鸦的平均体重约为395.0克。栖息地包括亚热带或热带的（低地）干燥疏灌丛、牧草地、城市、耕地、干燥的稀树草原和亚热带或热带的（低地）干草原。